# Rathaus Trachau

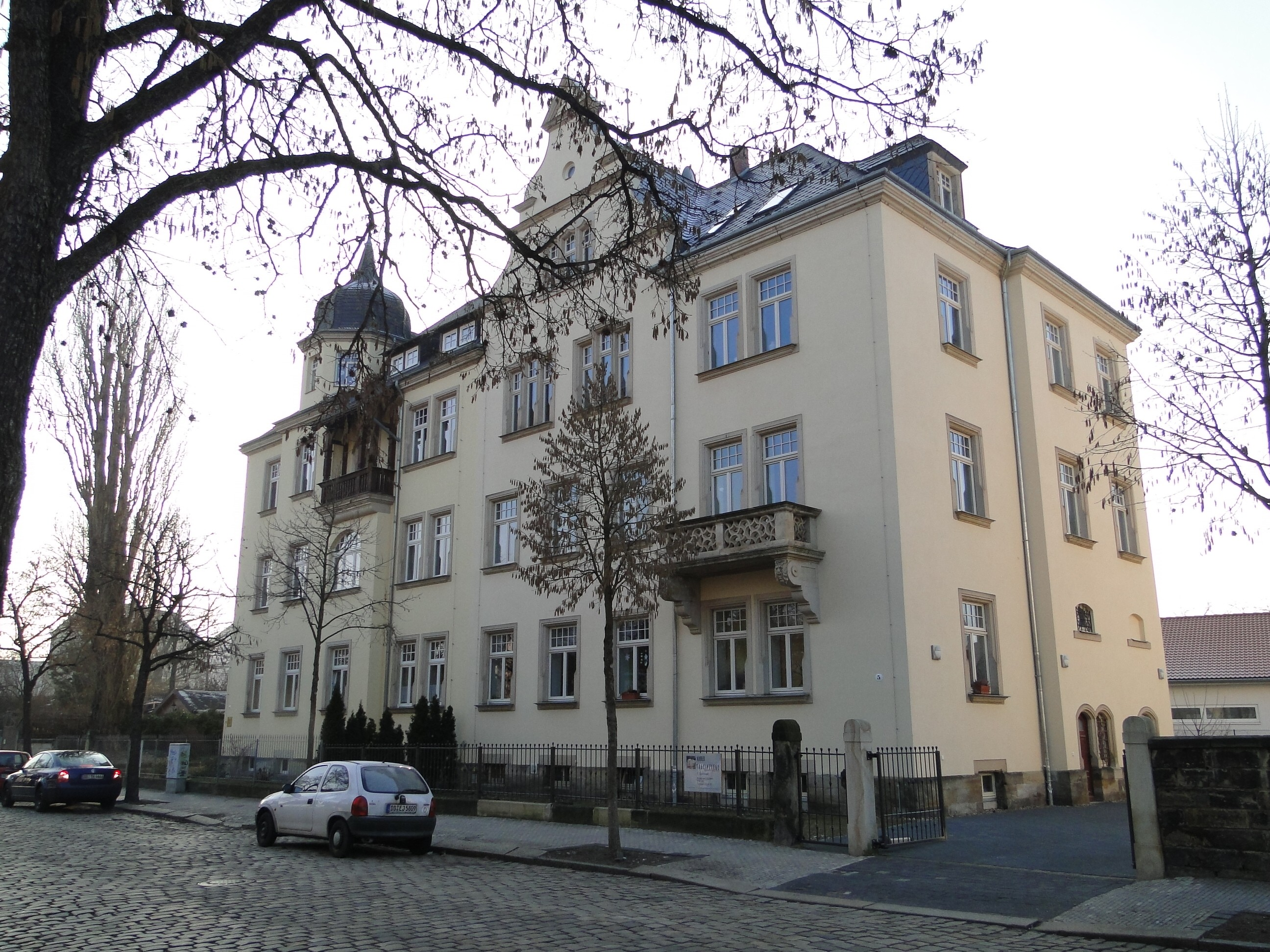
Ehemaliges Rathaus Trachau (2011)

Das Rathaus Trachau bestand von 1900 bis 1902 als Rathaus der selbständigen Gemeinde Trachau im Westen von Dresden. Das Gebäude an der damaligen Moritzburger Straße (Adresse 2023: Wilder-Mann-Straße 3–5) wurde nach der Eingemeindung als Stadthaus durch die Stadt Dresden bis 1950 genutzt. Von 1952 bis 1992 wurde es durch die Poliklinik Mickten genutzt und stand von da an bis 2008 leer. Seit dem Umbau 2008 ist es ein Wohnhaus.

## Vorgeschichte und Bau
Trachau wurde 1242 erstmals als „Trachennowe“ erwähnt. Trotz des mittelhochdeutschen Namensursprungs wurde der Ort als sorbische Siedlung in einem alten Elbarm gegründet. Das Dorf wurde als Straßenangerdorf mit Gewannflur angelegt und hatte ein Vorwerk. Letzteres unterstand dem Meißner Hochstift und nach der Reformation ab 1541 dem Religionsamt Altstadt der Stadt Dresden, bevor 1607 dessen Land an Bauern verteilt wurde. 
Auf dem Dorfplatz gab es zwei Teiche, die Große Pfütze und die Kleine Pfütze als Reste des alten Elbarms, an dem das Dorf sich gründete. Mit der Verlegung der Meißner Poststraße von der Elbe nach Trachau im Jahr 1787 kam es zum Zuzug erster Handwerker und eine zunehmende Verlagerung der (noch immer) langsamen Dorfentwicklung in den südlichen Teil der Trachauer Flur. Am 13. Juni 1787 wurde die Schankkonzession für den Gasthof Zum Lämmchen (später: Goldenes Lamm) an der heutigen Leipziger Straße erteilt, in dem am 29. Juni 1839 die erste Wahl des Gemeinderates für Trachau stattfand und der zunächst als Sitzungsraum für den Trachauer Gemeinderat diente.
Die wachsende Einwohnerzahl erforderte nach der 1839 erfolgten Bildung einer eigenständigen Gemeindeverwaltung (die zunächst, wie damals üblich, vor allem in den Räumen des jeweiligen Gemeindevorstandes untergebracht war) schließlich die Einrichtung eines eigenständigen Gemeindeamtes. Seit 1895 war diese im Wohnhaus Alttrachau 1 untergebracht. Neben einem Expeditionsraum (= Sekretariat) gab es ein Archivzimmer und zwei Arrestzellen. Die Sitzungen des Gemeinderates fanden nunmehr im Ratskeller (Alttrachau 14) statt.
Im Januar 1899 beschloss der Bauausschuss und anschließend der Gemeinderat, einen Entwurf für ein Rathaus erarbeiten zu lassen, dass der Architekt und Baumeister Carl Frey vorlegte. Gleichzeitig übergab der Dresdner Architekt Gustav Hänichen unaufgefordert und unentgeltlich einen eigenen Entwurf.
Der Gemeinderat entschied sich für das Projekt von Hänichen, bestimmte aber Carl Frey als ausführenden Bauunternehmer. Beide müssen ungewöhnlich harmoniert haben, denn im August 1899 wurde bereits das Richtfest gefeiert, und am 18. März 1900 fand die Einweihung des Rathauses an der Moritzburger Straße statt, das für eine Dorfgemeinde eine ausgesprochen vielgestaltige Ausführung erhielt. Es sollte jedoch dem Ziel der Gemeinde Trachau dienen, Investitionen in den nördlich der Leipzig-Dresdner Bahn gelegenen Teil des Ortes zu lenken. (Die zerschneidende Wirkung der Bahntrasse wurde viel zu spät erkannt.) Dieses Ziel wurde erst in den 1920er Jahren, also bereits nach der Eingemeindung von Trachau nach Dresden erreicht.

## Nutzungsgeschichte

### Bis zur Eingemeindung Trachaus nach Dresden (1903)
Das Gebäude wurde von vornherein zweiteilig als Massivbau in Form eines Doppelhauses mit getrennten Eingängen und Treppenhäusern an der Rückseite erbaut. Der heutige Hausteil Wilder-Mann-Straße 5 nahm das Gemeindeamt auf, der südliche Hausteil Wilder-Mann-Straße 3 diente ausschließlich Wohnzwecken.
Im Erdgeschoss des nördlichen Hausteils befanden sich die Ortskrankenkasse für Trachau, Mickten und Übigau, die Polizeiwache und zwei Arrestzellen. Im ersten Obergeschoss waren das Gemeindeamt mit Vorstandszimmer, Wartezimmer, Registratur und Meldeamt sowie die örtliche Sparkasse untergebracht. Im zweiten Obergeschoss lagen Standesamt, Bauamt und Ratssitzungssaal.
Im südlichen Hausteil waren von vornherein Wohnungen für die Bediensteten der Gemeinde und zur Fremdvermietung vorgesehen.

### Nach der Eingemeindung Trachaus von 1903
Mit der Eingemeindung wurde das repräsentative Gebäude bis ca. 1950 als Stadthaus weitergenutzt. Während es bei einer Wohnnutzung im südlichen Doppelhaus blieb, waren im nördlichen Teil Stadtgemeinde, Feuermeldestelle, Wohlfahrtspolizei, Stadtsteueramt und Königliches Standesamt vorhanden, später folgten diesen Nutzungen Volksbücherei und Jugendamt.
Während und nach dem Zweiten Weltkrieg war bis 1950 die Lebensmittelkartenstelle im Haus untergebracht. Nach 1950 übernahm die Poliklinik Mickten diesen Teil des Hauses und betrieb hier bis 1992 die Kinderabteilung mit mehreren praktizierenden Ärzten.
Von 1992 bis 2008 stand das Gebäude leer, auch die Wohnungen des südlichen Hausteils standen nach 1990 sukzessive leer.
Erst ab Anfang 2008 erfolgten Sanierung, Rekonstruktion und Umbau zu einem reinen Wohnhaus, als das es seither genutzt wird.

## Gebäude
Das dreigeschossige Rathaus wurde von vornherein als Doppelhaus konzipiert. Die zur damaligen Moritzburger Straße ausgeführte Fassade sollte dennoch eine Einheit der beiden Häuser darstellen, was dem Architekten auch gelang: Während das Gemeindeamt aufwändig bildplastisch gestaltet wurde, erhielt der südliche Teil einen Turm, der für ein Wohnhaus eigentlich nicht nötig war und nur repräsentativ ausgeführt wurde, wie es überhaupt eine imposante Dachgestaltung erhielt. Zur Eisenbahnstrecke hin wurde am südlichen Teil des Gebäudes, also dem Wohnhaus, die Aufschrift Gemeindeamt Trachau an der Fassade angebracht.
An der Ostfassade wurde ein Balkon an das Arbeitszimmer des Gemeindevorstands angesetzt, über den Fenstern des Ratssaals war das Sächsische Wappenschild mit Fahnen angebracht, am straßenseitigen Giebel die aufgehende Sonne mit mehreren Weinranken. 
Viele Räume erhielten Stuckdecken unterschiedlicher Ausführung, besonders der Ratssaal. Die Treppenhäuser – insbesondere das im nördlichen Hausteil – waren reich verziert mit Stuck, Säulen, bleiverglasten Fenstern und schmiedeeisernen Geländern.
Das Haus steht unter Denkmalschutz.